# ロンバルディア帯

図の(2)がロンバルディア帯

ロンバルディア帯（英語：Lombard band）とは初期ロマネスク建築で発生した、壁面を装飾するフリーズの一種である。ロンバルド帯、ロンバルディア装飾ともいう。11世紀ごろ、イタリアのロンバルディア地方の建築家が考案したとされることから、このように「ロンバルディア」を冠した名前で呼ばれる。
その形状は浅めのブラインド・アーチ列（ブラインド・アーケード）であり、壁面の凹凸のみで表現される。
この装飾はヨーロッパ各地に広く伝播しており、各地のロマネスク建築で用いられた。例を挙げると、現在のスペインでは、イタリアに近いところではカタルーニャのカルドナ、リポイ、遠くではガリシアにまで伝播していることが確認できる。また、ドイツではシュパイアー、フランスではトゥールニュといった地が挙げられる。
12世紀になるとこの装飾はさらに小人ギャラリーへと進化する。このギャラリーはピサの斜塔やパルマ大聖堂などで見られる。

## 参考画像
上記で例として挙げた建築物の画像を紹介する。

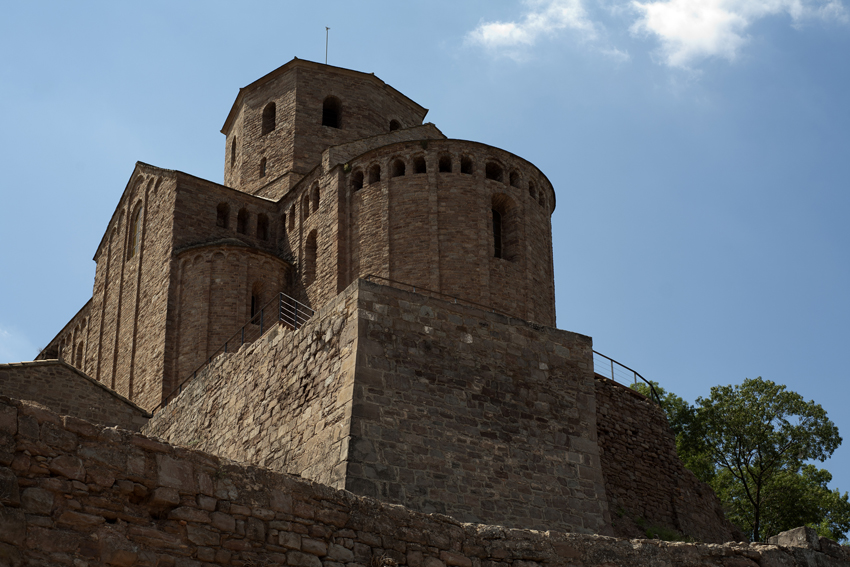
カルドナ、サン・ビセンス教会の後陣。
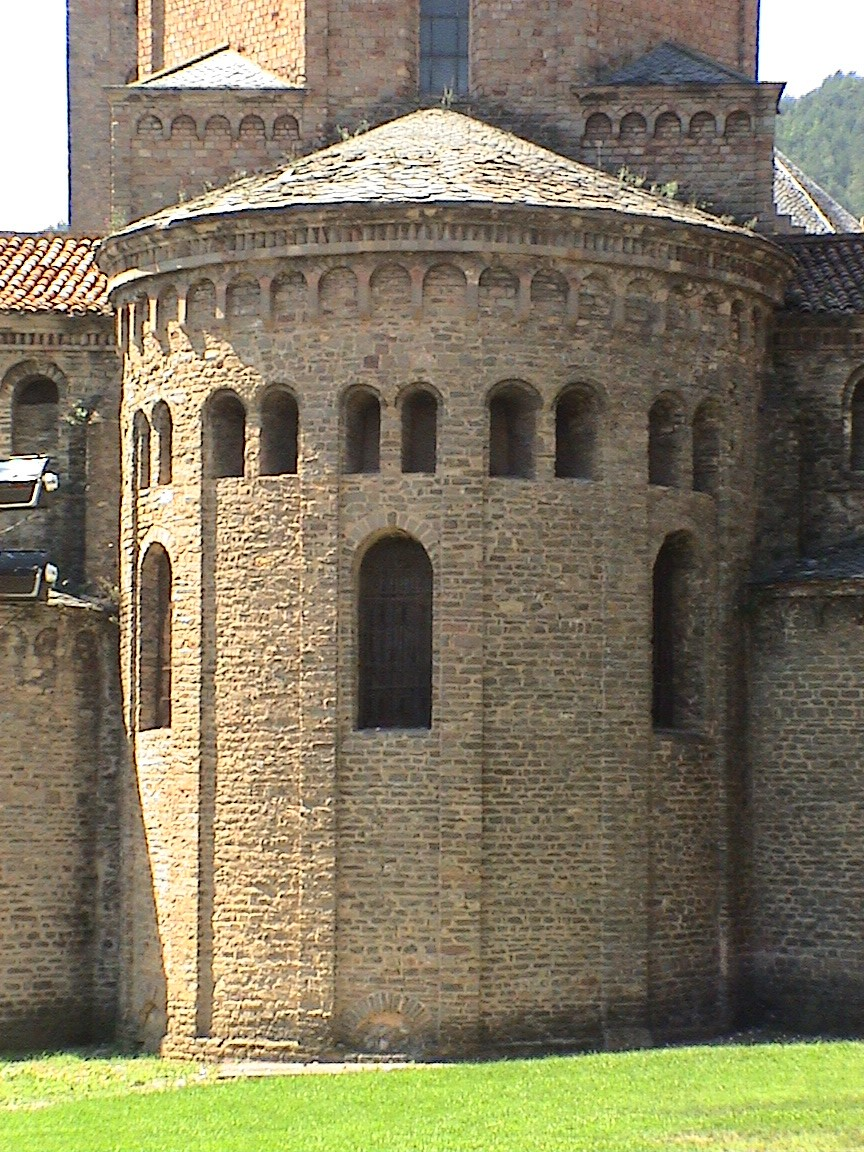
リポイ、サンタ・マリア・デ・リポイ修道院（英語版）のアプス。屋根の下、歯車装飾の直下にロンバルディア帯が見られる。
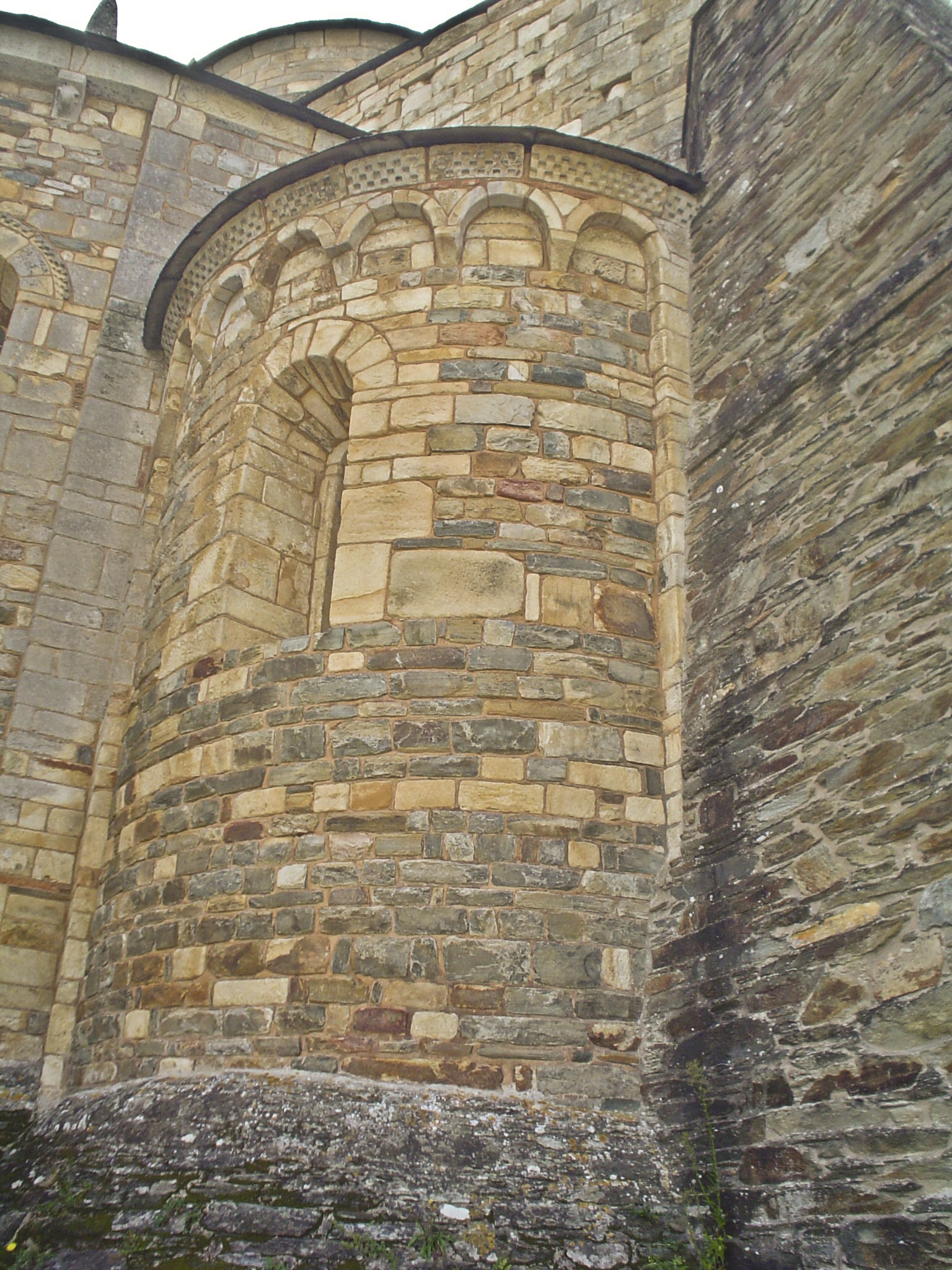
ガリシア、サン・マルティニョ・ド・モンドニェド（スペイン語版）の小アプス。屋根の下にロンバルディア帯が見られる。
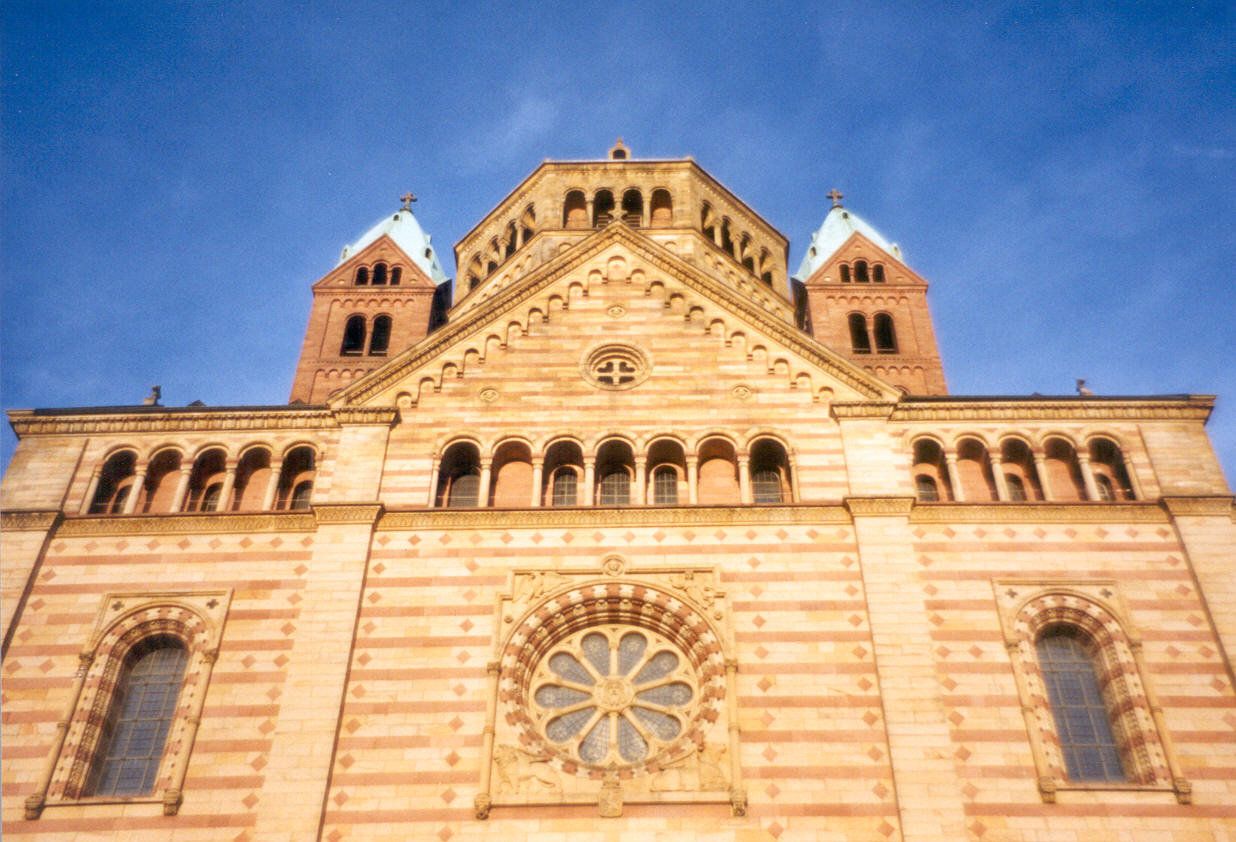
シュパイアー、シュパイアー大聖堂。中央の屋根に沿ってロンバルディア帯。その下にはギャラリーも。
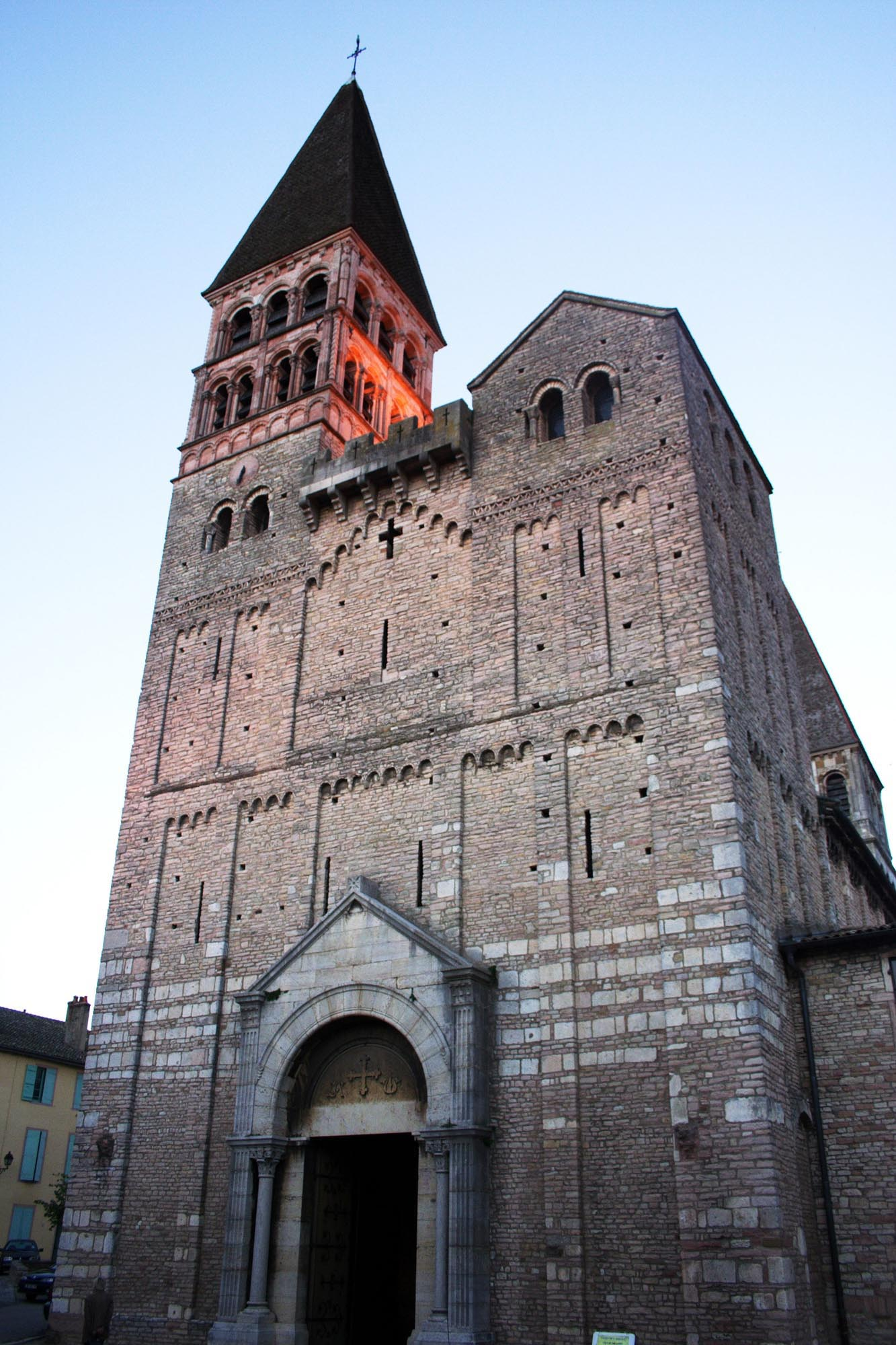
トゥールニュ、サン・フィリベール教会。画面中央とその上部にもロンバルディア帯が見られる。
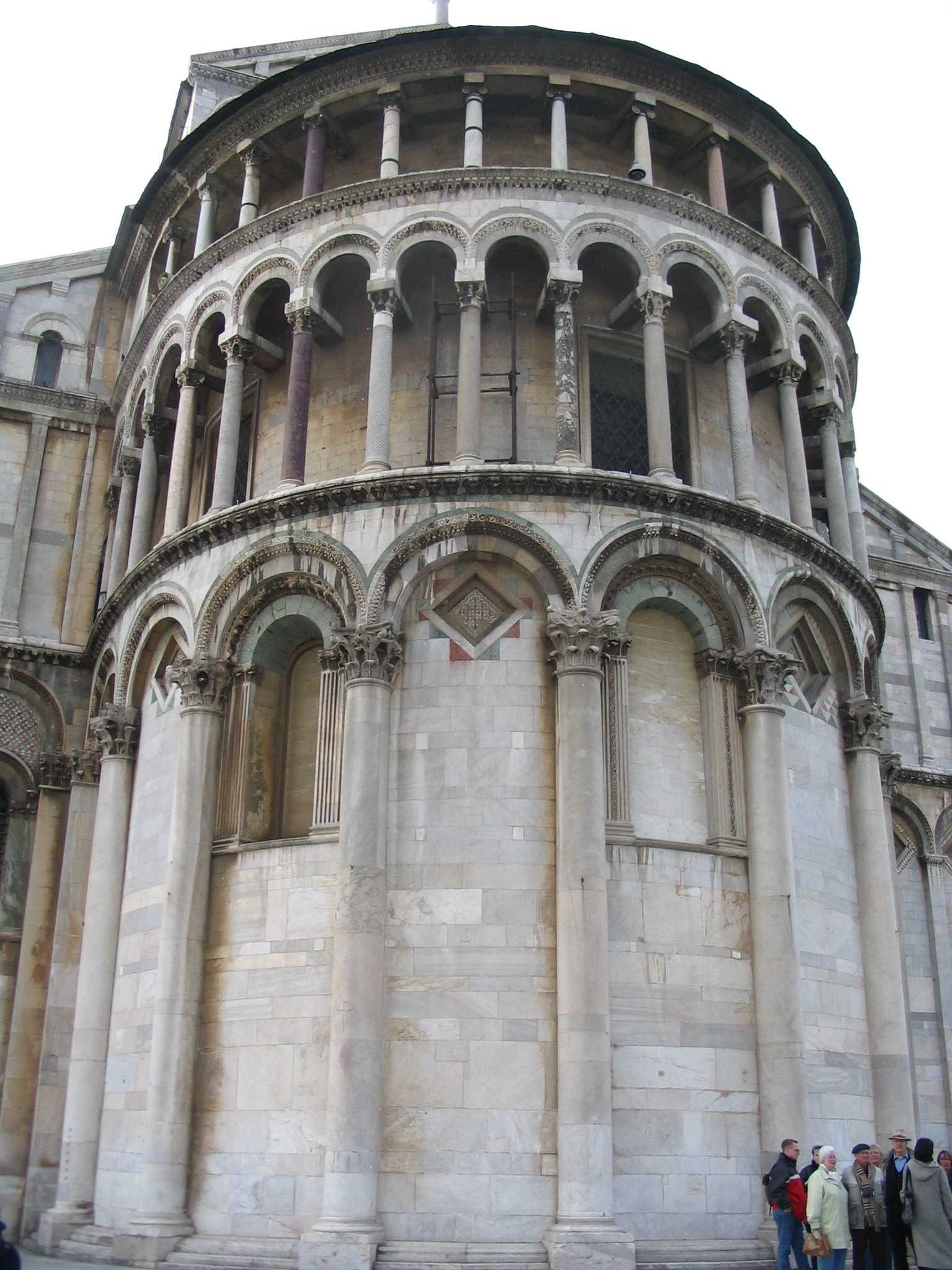
ピサ大聖堂後陣のギャラリー。
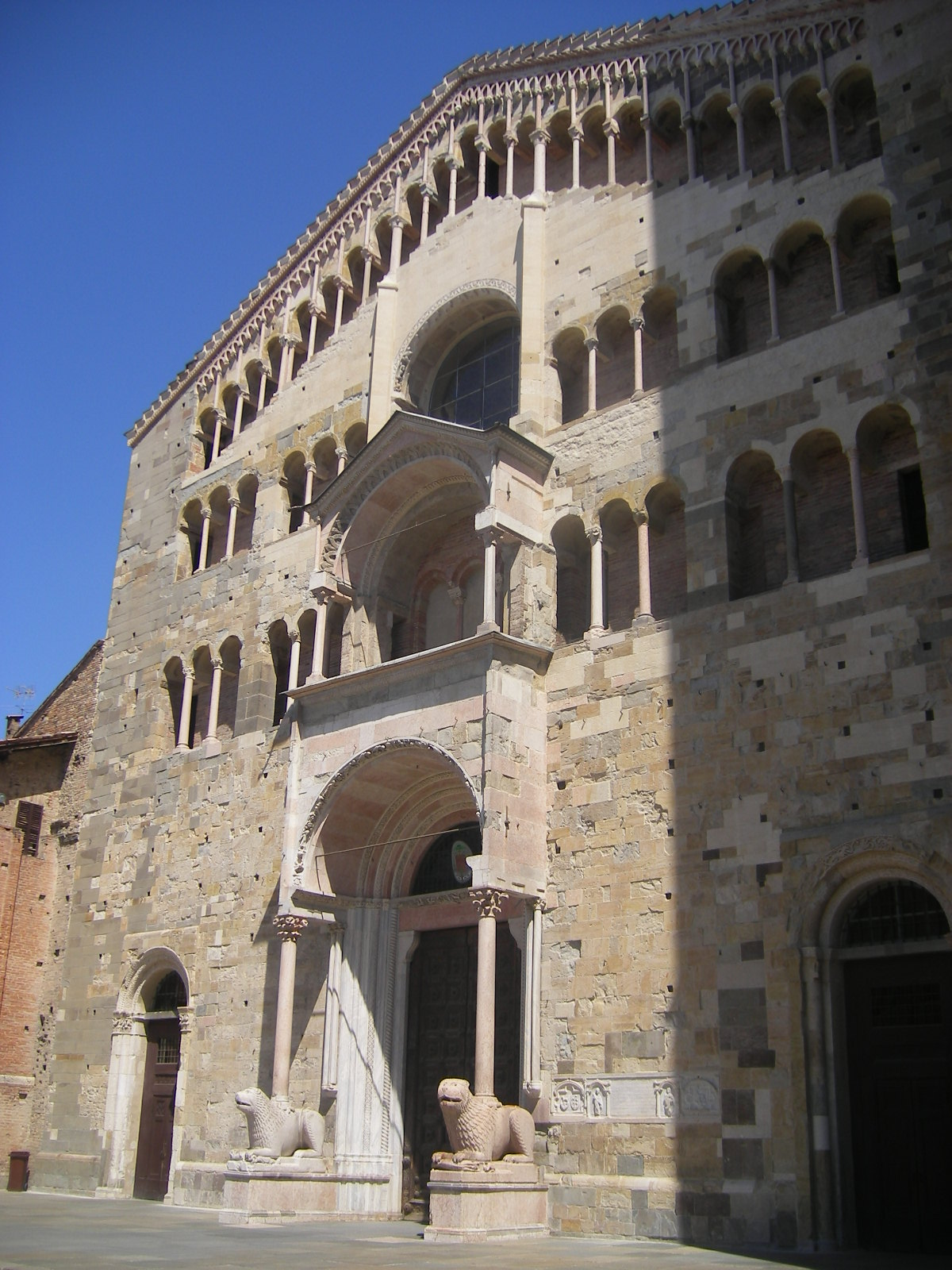
パルマ大聖堂ファサード。3層のギャラリー。